# John W. Dawson
John W. Dawson (ur. 21 października 1820 w Cambridge City w hrabstwie Wayne stanu Indiana, zm. 10 września 1877) – amerykański polityk, trzeci gubernator Terytorium Utah.
Pracował jako prawnik, rolnik i redaktor gazety, nim zajął się polityką. W 1854 roku bezskutecznie ubiegał się o fotel w Stanowej Izbie Reprezentantów, Sekretarza Stanu (1856) i w Kongresie Stanów Zjednoczonych (1858). Startował z ramienia Partii Demokratycznej, lecz przeszedł do Republikanów. W 1861 roku, prezydent Abraham Lincoln mianował Dawsona gubernatorem Terytorium Utah. Zrezygnował po mięsiącu z powodu napięć z mormonami. 
Został pochowany na Lindenwood Cemetery w Fort Wayne, stolicy hrabstwa Allen rodzinnego stanu.